# Курупка
Курупка — река на Дальнем Востоке России, протекает по территории Провиденского района Чукотского автономного округа. Длина реки — 100 км, площадь водосборного бассейна — 1980 км².
Происхождение названия не установлено (чукот. Курупкэн, эским. Курупкан), вероятно заимствование из неизвестного языка.
Берёт исток из одноимённого озера, на всём протяжении протекает в межгорной долине в меридиональном направлении, впадает в лагуну Куйымкай Берингова моря.
В низовьях Курупки весной и летом образуются скопления мигрирующих птиц, в том числе гусей и лебедей.
По реке проходит восточный предел распространения чозений, произрастающих здесь в виде отдельных кустов.
На правом берегу реки у горы Изумрудная обнаружена палеолитическая стоянка древних охотников.